# Dimitri Hegemann
Dietmar-Maria « Dimitri » Hegemann (né le 26 août 1954 à Werl, en Rhénanie-du-Nord-Westphalie,) est un agent artistique allemand. Son projet le plus connu est le club techno berlinois Tresor.

## Biographie
Ayant grandi à Büderich (Werl), il étudie la musicologie à Münster. Il arrive à Berlin en 1978, où il poursuit ses études à l'Université libre avec Tibor Kneif. Il devint le bassiste du groupe de new wave Leningrad Sandwich, avec lequel il publie trois albums entre 1982 et 1985. Entre 1982 et 1990, il est l'organisateur de Berlin Atonal, un festival de musique non-conformiste où se produisaient entre autres Einstürzende Neubauten, Psychic TV et Malaria!.
Dans la Wrangelstraße 95, il gère avec d'autres participants le Fischbüro, un espace d'expérimentation polyvalent qui déménage en 1988 dans la Köpenicker Straße 6. Il fonde avec Achim Kohlberger le label Interfisch et ouvrit le club Fischlabor. Dans le sous-sol de l'immeuble, l'Ufo est un embryon de la scène techno berlinoise. Après la fermeture de l'Ufo en 1990, l'un des clubs techno les plus connus au monde, le Tresor, ouvre ses portes en 1991 dans la Leipziger Straße. Avec Tresor Records, un label discographique dans le domaine de la techno voit le jour en même temps.
En 2012, Hegemann fonde l'agence de conseil Happy Locals, qui vise à proposer des offres culturelles simples dans les petites villes, spécialement pour les jeunes, afin de lutter contre l'exode de la population.
Depuis 2013, le festival Berlin Atonal se poursuit au Kraftwerk Berlin. Fin 2019, Hegemann ouvre une antenne du Tresor Club dans le sous-sol de la Phoenixhalle à Dortmund, sous le nom de Tresor.West.